# James Leyland Kirby
James Leyland Kirby (né le 9 mai 1974 à Stockport, en Angleterre), mieux connu sous le nom de The Caretaker, est un compositeur britannique de musique électronique. Depuis 1996, il publie des albums sous le nom de V/Vm, The Caretaker ou encore Leyland Kirby. Ses premiers albums sortent sur le label Fat Cat. Il est également à la tête du label V/Vm Test Records où sont maintenant publiés la majorité de ses disques.
Il vit actuellement à Berlin et est l’un des artistes phares du mouvement hantologie.

## Biographie

### Débuts
James Leyland Kirby débute la musique en 1996 avec le projet V/Vm qui mélange expérimentations sonores, collages et musique bruitiste. V/Vm est principalement connu pour ses remixes qui dénaturent et rendent intentionnellement abominables des chansons pop retrouvés aux premières places des charts, ainsi que pour le morceau Pig composée exclusivement de bruits de cochons en train de se nourrir. En 2000, il sort l'album Sick Love qui se focalise sur la destruction de chansons d’amour. Bien que complètement déformées, les chansons restent reconnaissables, ce qui pose des soucis en termes de respect du droit d’auteur. V/Vm doit d'ailleurs abandonner sa version du Relax de Frankie Goes to Hollywood à la suite de poursuites légales.
En parallèle, James Leyland Kirby fonde The Caretaker, un projet inspiré par la scène de la salle de bal hantée du film Shining de Stanley Kubrick. Il y pratique une musique ambiant composée en partie à partir de fantômes du passé et d'anciennes bandes sonores qu’il retravaille. Ses albums abordent les questions de la mémoire, de l'amnésie et du souvenir, en jouant des répétitions et en essayant de faire perdre à l'auditeur ses repères.
Enfin, depuis 2009, James Leyland Kirby publie également des disques sous son propre nom Leyland Kirby. Assez proches de l'univers de The Caretaker, ils mettent plus l'accent sur des compositions propres à l'auteur.

### Période amnésie (2005–2008)
Theoretically Pure Anterograde Amnesia est publié en 2005 sous la forme d'une série de 72 téléchargements MP3 gratuits. L'album est très bien accueilli par la critique. Reynolds l'identifie comme un changement de son, « désorientant dans son échelle et son abstraction », avec sa période 2005-2008 « explorant des zones similaires d'amorphisme inquiétant ». Doran voit également l'album comme « un changement de direction pour le projet sur le plan conceptuel, car il commence à explorer différents aspects de la perte de mémoire alors que la musique elle-même devenait plus complexe sur le plan textuel et structurel ».
Jon Fletcher décrit l'album comme « l'ensemble labyrinthique est un trou pour l'esprit ». De vagues nuages de bruit, des signaux de vie à peine vacillants, seulement les traces les plus sombres du romantisme passé (aussi poignant soit-il) - rien à quoi s'accrocher ». Mark Fisher oppose cet album à la production précédente de The Caretaker : « Si ses précédents disques suggéraient des espaces moisis mais toujours magnifiques - de grands hôtels en perdition, des salles de bal abandonnées depuis longtemps - Theoretically Pure Anterograde Amnesia évoque des sites qui se sont détériorés jusqu'à la déréliction totale, où chaque bruit non identifié est porteur de menace ».

### Depuis 2011
Après une nouvelle pause, The Caretaker revient avec son dernier projet, destiné à mettre fin à son personnage. Il conçoit six albums liés entre eux, qui exploreraient la progression de la démence, étape par étape, jusqu'à sa fin. Les étapes ultérieures reprennent des boucles et des motifs des albums précédents de la série et du catalogue de The Caretaker. Pour immerger les auditeurs, Kirby sort chaque album à six mois d'intervalle.
Kirby est toujours motivé par l'innovation et la frustration vis-à-vis de son passé, déclarant : « Je ne peux pas continuer pendant encore dix ans à mettre en boucle de la vieille musique des années 1920 », et cherchant à faire une rupture définitive, et exprimant un désir donquichottesque de frustrer les fans de ses travaux antérieurs, les décrivant comme « un certain type d'auditeurs qui achèteront cet album pour un type de son particulier ». Everywhere at the End of Time est également influencé par les changements technologiques intervenus depuis 1999, en particulier les progrès de la technologie d'enregistrement et de mixage, et les nouvelles possibilités de se procurer des morceaux de musique en ligne plutôt que chez un disquaire.
En 2017, Leyland publie Take Care. It's a Desert Out There..., à la suite du suicide de son collaborateur Mark Fisher, qui souffrait de dépression, qui ne comporte qu'une seule piste dans sa durée de 48 minutes, avec une musique inédite de The Caretaker. La première intention de Leyland était d'offrir Take Care aux personnes assistant à son concert au Barbican Hall de Londres, mais la forte demande l'a incité à le partager sur Internet. Publié sous forme de CD, il comportait un message indiquant que les recettes seraient reversées à l'association caritative Mind, qui s'occupe de santé mentale

## Discographie

### Leyland Kirby
- 2009 : Sadly, the Future Is No Longer What It Was
- 2011 : Eager to Tear Apart the Stars
- 2014 : We Drink to Forget the Coming Storm
- 2017 : We, So Tired of All the Darkness in Our Lives

### The Caretaker
- 1999 : Selected Memories from the Haunted Ballroom
- 2001 : A Stairway to the Stars
- 2003 : We'll All Go Riding on a Rainbow
- 2005 : Theoretically Pure Anterograde Amnesia
- 2006 : Additional Amnestic Memories
- 2007 : Deleted Scenes, Forgotten Dreams
- 2008 : Persistent Repetition of Phrases
- 2009 : Recollections from Old London Town
- 2011 : An Empty Bliss Beyond This World
- 2012 : Patience (After Sebald)
- 2012 : Extra Patience (After Sebald)
- 2016 : Everywhere at the End of Time
- 2017 : Everywhere at the End of Time - Stage 2
- 2017 : Everywhere at the End of Time - Stage 3
- 2018 : Everywhere at the End of Time - Stage 4
- 2018 : Everywhere at the End of Time - Stage 5
- 2019 : Everywhere at the End of Time - Stage 6
- 2019 : Everywhere, an Empty Bliss

### V/Vm
- 2000 : Sick Love
- 2000 : The Green Door
- 2000 : Masters of the Absurd
- 2004 : Stigma
- 2006 : White Death
- 2006 : The Death of Rave
- 2006 : Sabam

### The Stranger
- 1997 : The Stranger
- 2008 : Bleaklow
- 2013 : Watching Dead Empires in Decay